# Klein Reinprechts
Klein Reinprechts ist eine Ortschaft und als Kleinreinprechts eine Katastralgemeinde der Stadtgemeinde Groß Gerungs im Bezirk Zwettl in Niederösterreich.

## Geschichte
Laut Adressbuch von Österreich waren im Jahr 1938 in Klein Reinprechts zwei Landwirte mit Direktvertrieb ansässig.

## Siedlungsentwicklung
Zum Jahreswechsel 1979/1980 befanden sich in der Katastralgemeinde Kleinreinprechts insgesamt 11 Bauflächen mit 4.345 m² und 2 Gärten auf 403 m², 1989/1990 gab es 11 Bauflächen. 1999/2000 war die Zahl der Bauflächen auf 30 angewachsen und 2009/2010 bestanden 18 Gebäude auf 31 Bauflächen.

## Bodennutzung
Die Katastralgemeinde ist landwirtschaftlich geprägt. 53 Hektar wurden zum Jahreswechsel 1979/1980 landwirtschaftlich genutzt und 21 Hektar waren forstwirtschaftlich geführte Waldflächen. 1999/2000 wurde auf 49 Hektar Landwirtschaft betrieben und 23 Hektar waren als forstwirtschaftlich genutzte Flächen ausgewiesen. Ende 2018 waren 45 Hektar als landwirtschaftliche Flächen genutzt und Forstwirtschaft wurde auf 26 Hektar betrieben. Die durchschnittliche Bodenklimazahl von Kleinreinprechts beträgt 17,7 (Stand 2010).